# Jelölőnyelv
A jelölőnyelvek közé olyan mesterséges nyelvek tartoznak, melyek segítségével szöveget és képeket, illetve egyéb elemeket meghatározott cél (pl. számítógépes értelmezés, strukturálás, megjelenítés) érdekében valamilyen jelölésrendszerrel láthatunk el.
Az egyik legismertebb jelölőnyelv a HTML, ami ma a World Wide Web legelterjedtebb dokumentumformátuma.

## Története
A szövegek valamilyen céllal való megjelölése, metaadatokkal való ellátása már a számítógépes nyelvek kialakulása előtt elterjedt. A nyomdászok és szedők számára például bevett szokás volt bizonyos jelzésekkel ellátni a kéziratokat, ami jelezte a kiadvány végső formájában használandó betűképet, stílust, margókat stb. A jelzéseket leggyakrabban a szerkesztők, korrektorok és grafikusok helyezték el kéziratokban.

## Általános jelölőnyelvek
Egy jelölőnyelv akkor általános, ha a benne használható jelöléseknek (tageknek) csak a szintaktikája van megszabva, a jelentésük (szemantikája) viszont nincs. Egy általános jelölőnyelvben a jelölések értelmét az adott alkalmazás szabja meg, ugyanakkor a kötött szintaktika lehetővé teszi, hogy az ilyen formátumú dokumentumokat könnyen beolvashassuk, írhassuk vagy formailag ellenőrizhessük egy általános célú értelmezővel (parser).

### SGML
A GML nyelvet (Generalized Markup Language, általános leírónyelv) Charles Goldfarb fejlesztette ki az 1960-as években az IBM számára Edward Mosher és Raymond Lorie segítségével (a családneveik kezdőbetűiből áll össze a GML rövidítés). Az SGML (Standard Generalized Markup Language) ennek a leszármazottja, 1986-ban vált ISO szabvánnyá. Dokumentum-, illetve formátumleíró nyelvként használatos. Legismertebb alkalmazása a HTML.

### XML
Az XML nyelv az SGML leszármazottja (annak részhalmaza). Számos egyszerűsítést és megkötést alkalmaz az elődjéhez képest, melyek által a benne készült dokumentum egyszerűbben feldolgozhatóvá válik. Alapértelmezésben Unicode-kódolást használ, ezért egyszerűen használható soknyelvű adatok kezelésére. Manapság a szöveges alapú adattárolás és a különböző rendszerek közötti adatcsere egyik legnépszerűbb formátuma.

## Specifikus jelölőnyelvek
Az általános jelölőnyelvek konkrét alkalmazása során az egyes jelöléseknek már adott jelentése van (például a HTML nyelv az SGML egyik konkrét alkalmazása). Ezekben a nyelvekben a jelölések értékkészlete (általában) véges, a nyelv saját specifikációja alapján meghatározva.

### HTML
A HTML az SGML egyik alkalmazása, weblapok készítéséhez fejlesztettek ki, és mára már internetes szabvánnyá vált a W3C (World Wide Web Consortium) támogatásával.

### DTD
A DTD (Document Type Definition, dokumentum típusú definíció) szintén SGML-alkalmazás, dokumentumtípusok specifikációjára használatos. DTD-ben specifikálják pl. az egyes HTML-dokumentumtípusokat is.

### XHTML
Az XHTML a HTML XML nyelven alapuló változata.

### XSD
Az XSD (XML Schema Definition) a Dokumentumtípus-definíció XML-alapú megfelelője. Segítségével egy tetszőleges XML-alkalmazás (vagy egy XML-parser) számára specifikálhatjuk a használni kívánt jelölések felépítését és értékkészletét.

### TeX
A TeX egy betűszedő rendszer, amelyet Donald Knuth készített. Főleg akadémiai körökben népszerű, különösen a matematikai, fizikai és informatikai közösségekben. Kiválóan alkalmas matematikai képletek szedéséhez, de a LaTeX (és egyéb sablonnyelvek) megjelenése óta számos más szedési feladathoz is használják. A Wikipédia is ezen nyelv segítségével állítja elő a matematikai kifejezéseket.